# Benediktinerinnenkloster Toul
Das Benediktinerinnenkloster Toul war von 1664 bis 1792 ein Priorat der Benediktinerinnen vom Heiligsten Sakrament in Toul im Département Meurthe-et-Moselle (Bistum Toul) in Frankreich.

## Geschichte
Mechtilde de Bar, seit 1654 Priorin des ersten Klosters der Kongregation der Benediktinerinnen vom Heiligsten Sakrament in Paris, gründete 1664 als erstes Tochterkloster in Toul den Konvent der Benediktinerinnen von der Ewigen Anbetung des Heiligsten Sakraments (Couvent des Bénédictines de l’Adoration Perpétuelle du Saint Sacrement). Nach der Auflösung 1792 durch die Französische Revolution verfiel das Kloster. Ende des 19. Jahrhunderts wurde es in eine Gendarmeriekaserne umgewandelt, die seit 1976 (nach Umbau) als Wohngebäude dient. Im Gebäude (Rue Michâtel Nr. 15) sind noch spärliche Reste des Klosters sichtbar.

### Saint-Nicolas-de-Port
1812 taten sich die Nonnen, soweit sie im Untergrund ihrem Gelübde treu geblieben waren, mit denen der Klöster Nancy und Rambervillers zusammen und begannen in dem leerstehenden Kloster der Augustiner-Chorfrauen in Saint-Nicolas-de-Port ein neues Konventleben.